# Миро Вуксановић
Миро Вуксановић (Крња Јела, код Шавника, 4. мај 1944) српски је књижевник, уредник и академик Српске академије науке и уметности.
Вуксановић је покретач и уредник антологије Десет векова српске књижевности. Објављује романе, приповетке, записе и поеме.
У Удружењу за културу, уметност и међународну сарадњу „Адлигат” у Београду, чији је члан, налази се Збирка Мирa Вуксановића са великим бројем његових књига, старих и ретких издања са посветама и потписима.

## Биографија
Миро Вуксановић је рођен у сеоској породици. Основну школу је завршио у родном месту, а нижу гимназију у Боану. У Никшићу је завршио Вишу реалну гимназију. Дипломирао је на Филолошком факултету у Београду 1969. године, на Групи за југословенску и општу књижевност. Радио је као професор српског језика и књижевности у Сомбору. Био је заменик а потом десет година главни уредник часописа „Домети”. Од 1975. био је управник Градске библиотеке у Сомбору. Тај посао је обављао до 1988. Био је потпредседник Матице српске од 2004. до 2008. године и управник Библиотеке Матице српске у Новом Саду од 1988. до 2014. године. Директор је Библиотеке САНУ од 2011. године.
Био је један од оснивача и активни учесник док је деловао Покрет за европску државну заједницу Србије и Црне Горе.
Учествовао је са саопштењима на двадесетак научних скупова у земљи и на конференцијама ИФЛЕ у Бриселу, Москви, Штокхолму, Пекингу и Копенхагену.

## Чланство
Миро Вуксановић је члан Српског књижевног друштва (2003 -), Друштва књижевника Војводине (1979-), затим председник Друштва књижевника Војводине (1985-86), члан Председништва Савеза књижевника Југославије (1985-87), члан Председништва Заједнице националних библиотека Југославије (1988-1992), члан Уређивачког одбора Српске енциклопедије (2004-2021),члан Уређивачког одбора Српског биографског речника (2003-), потпредседник Матице српске (2004-2008, на дужности председника Матице српске 2006-2008) , потпредседник Скупштине и Савета Вукове задужбине (2003-2008), члан Управног одбора Задужбине Милоша Црњанског (2007-2012), члан Управног одбора Матице српске (1988-2008), председник Управног одбора Задужбине Иве Андрића (2016-, члан од 2010), председник Управног одбора Института за српски језик САНУ (2010-2016), председник Националног савета за културу 2015-2016, члан 2011-2016), члан Савета Универзитета у Београду (2020-). члан Уређивачког одбора Српске библиографије; главни уредник (3 серије, 29 томова) каталога старих српских књига и легата, Годишњака и других издања Библиотеке Матице српске (1988-2014).
Члан је Удружења за културу, уметност и међународну сарадњу „Адлигат” у Београду, које подржава од оснивања 2012. године, а у којем се налази Збирка Мире Вуксановића са великим бројем његових књига, првих и ретких издања са посветама и потписима.
Иницијатор је оснивања и главни уредник и директор Издавачког центра Матице српске (2007); покретач и главни уредник Антологијске едиције Десет векова српске књижевности (2008 - до 2022. објављено 130 књига) и Едиције Матица (2008).
Главни уредник Његошевог зборника Матице српске (2012-)
Покретач и председник Уређивачког одбора Критичког издања дела Иве Андрића (2016 - до 2022. изашло 17 томова).
На предлог Одељења језика и књижевности изабран је за дописног члана САНУ 5. новембра 2009. године. За редовног члана САНУ изабран 5. новембра 2015. године.
У САНУ од 2011. уређује Трибину за приказивање нових издања. Покретач је и уредник издања САНУ : Академске беседе (2016-), Приступна предавања дописних чланова (2019-), Приступне беседе српских академика од 1886. до 1947. године (2020-), Библиографије академика и дописних чланова (2019-) и Годишњак Трибине БСАНУ (2013-).Председник је два Академијска одбора САНУ. Уредио је неколико научних зборника у САНУ (Српска књижевност данас, Јован Скерлић, Андрић, Црњански).
Од 2011.је члан Извршног одбора Огранка САНУ у Новом Саду и две комисије Огранка
Службено је боравио у Мађарској, Румунији, Аустрији, Белгији, Француској, Немачкој, Совјетском Савезу, Шведској, Куби, Кини, Данској, Грчкој и другим земљама.

## Награде
Добитник је следећих награда:
- Награда Политике за кратку причу, 1975.
- Октобарска награда Сомбора, 1986.
- Награда „Милорад Панић Суреп”, 1995.
- Награда „Мирослављево јеванђеље”, за роман Семољ гора, 2000.
- Награда Вукове задужбине, за роман Семољ гора, 2000.
- Просветина награда, за роман Семољ гора, 2000.
- Награда „Оскар Давичо”, за роман Семољ гора, 201.
- Награда Друштва књижевника Војводине за књигу године, за роман Семољ гора, 2002.
- Награда „Светозар Ћоровић”, за роман Точило, 2002.
- Вукова награда, 2004.
- Награда „Лаза Костић”, за роман Семољ земља, 2005.
- НИН-ова награда, за роман Семољ земља, 2006.
- Награда „Меша Селимовић”, за роман Семољ земља, 2006.
- Награда „Златни хит либер”, за роман Семољ земља, 2006.
- Почасни грађанин Билеће, 2006.
- Награда „Запис”, 2007.
- Награда „Ђура Даничић”, 2009.
- Награда „Статуета Бранка Радичевића”, 2010.
- Повеља Удружења књижевника Србије, за животно дело, 2012.
- Награда „Јанко Шафарик”, 2014.
- Награда „Вељкова голубица”, 2015.
- Награда „Печат Херцега Шћепана”, 2017.
- Награда „Михајло Пупин”, за укупно стваралаштво, 2019.[7]
- Награда „Марко Миљанов”, за књигу Даноноћник 2, 2020.
- Повеља за животно дело поводом 175 година Српске читаонице новосадске, 2020.[8]
- Награда „Љубомир П. Ненадовић”, за књигу Бројчаник: путописни дневници, 2021.[9]
- Сретењска повеља удружења Срба у Мађарској, 2022.[10]
- Награда "Миодраг Ћупић" 2023

### Романи
- Клетва Пека Перкова, 1977, 1978, 2021.
- Градишта, 1989, 2021.
- Далеко било, 1995, 2018, 2021.
- Семољ гора, 2000, 2001, 2011, 2017, 2021.
- Точило, 2001, 2018,2021.
- Кућни круг, 2003,2021.
- Семољ земља, 2005, 2006 (4 издања), 2011, 2017, 2021.
- Семољ људи, 2008, 2011, 2017, 2021.
- Бихпоље, 2013, 2021.

### Приповетке и записи
- Горске очи, 1982, 2021.
- Немушти језик, 1984, 2013, 2021.
- Вучји трагови, 1987, 2013, 2021.
- Повратак у Раванград, 2007, 2016, 2021.
- Отвсјуду, 2008, 2021.
- Клесан камен, 2008, 2023.
- Читање таванице, 2010, 2021.
- Даноноћник 1, 2014, 2023.
- Силазак у реч, 2015, 2023.
- Даноноћник 2, 2019, 2023.
- Бројчаник, 2021, 2023.
- Никад доста живота, 2023

### Поеме
- Морачник, 1994, 2021.
- Тамоони, 1992, 2021.

### Разговори и приче
- Ликови Милана Коњовића, 1992, 2020, 2023.
- Каже Миро Вуксановић, 2000.
- Душанова  књига, 2001.
- Семољ Мира Вуксановића, 2011.
- Насамо с Миланом Коњовићем, 2018, 2023.
- Разговор с Немањом, 2020, 2021.

### Одабрана дела
- Одабрани романи 1 - 3, 2011.
- Изабрана дела 1 - 5, 2017, 2018.
- САБРАНА ДЕЛА У 27 КЊИГА (2021 - 2024)
- САБРАНА ДЕЛА, прво коло ( 9 томова, 18 књига), 2021.
- САБРАНА ДЕЛА,  друго коло ( 11 томова), 2023.
- САБРАНА ДЕЛА, треће коло (7 књига), 2024.
- Његошеви Црногорци,  биографије, беседе,  2025

### Приређивач
- Лаза Костић у Сомбору, 1980.
- Раванград Вељка Петровића, 1984.
- Летопис Стевана Раичковића, 2007.
- Антологијско научно издање Петар II Петровић Његош, 2010.
- Српски рјечник или азбучни роман Вука Караџића, 2012.
- Милован Ђилас, 2013.
- Његош два века, 2013.
- Његош довијек, 2016.
- Миодраг Булатовић, 2016.
- Вечити календар матерњег језика Иве Андрића, 2018.
- Горска луча (антологија Његошевих стихова), 2018.

### Научни и стручни пројекти
- Антологијска едиција Десет векова српске књижевности (покретач и главни уредник)
- Критичко издање дела Иве Андрића (покретач и председник Уређивачког одбора)
- Приступне беседе српских академика (покретач и уредник)

### Случај Даноноћник
Студија Александра Ћуковића, Случај Даноноћник, која је објављена у издању новосадске Агоре 2022. године, у оквиру Едиције Огледало, у цјелости је посвећена Даноноћнику Мира Вуксановића. Поговор Ћуковићевој студији написао је књижевни критичар и пјесник проф.др Саша Радојчић.